# Арнулф Еверланд
Арнулф Еверланд (Кристијансунд, 27. април 1889 — Осло, 25. март 1968) био је норвешки писац, песник, новинар, критичар и заговорник националног језика.

## Порекло и рано стваралаштво
Уле Петар Арнулф Еверланд је рођен у Кристијансунду , али пре него што је напунио годину дана, породица се преселила у Берген. Његов отац, бродски инжењер Петер Антон Еверланд који је радио у иностарнству, па га је Арнулф мало виђао. Његова мајка, Хана Хаге, је била снажна и амбициозна жена која је желела да њени синови напредују у животу, стога су послати у средњу школу при Бергенској катедрали. Арнулф је имао два брата. Породица се преселила у Кристијанију, тј. Осло, 1904. године, јер је најстарији син ишао да студира на универзитету. Две године касније његов отац је умро. У школи при катедрали у Кристијанији, Арнулф је постепено постао доминантна фигура у дебатама у гимназијској заједници. Студије филологије му нису добро ишле, радије је писао сам. Првобитно се звао Уле Петер Арнулф, али је од 1910. године избацио прва два имена, а исте године је дебитовао као акварелиста са живописним, импресионистичким пејзажним мотивима.
1911. године, Еверланд је објавио и своју прву књигу, збирку поезије Den ensomme fest, књигу о усамљености и глади за животом младића.

## Свестраност и стваралаштво
Збирке поезије су се слабо продавале. Арнулфови приходи су долазили од новинарских активности, прво у листи Ukens revy, па у Verdens Gang и Arbeiderbladet. Као ликовни критичар, Еверланд је водио жестоки рат против модерног сликарства, представљеног именима као што су Жорж Брак, Исак Гринвалд и Пабло Пикасо . Он их је окарактерисао речима као што су афектација и глупост. Арнулф је био и критичар модернистичке књижевности и веровао је да су то само бесмислене речи. То је довело до жустре „дебате о бесмисленом језику“ 1950-их. Еверланд је био председник Норвешког студентског удружења 1923. године и Удружења писаца од 1923. до 1928. године. Године 1945. постао је почасни члан Удружења аутора. У језичкој расправи борио се за национални језик и заједно са неколико писаца напустио је Удружење норвешких писаца као следбеник другачијих схватања о језичкој политици.
Збирке као што су Brød og vin и Berget det blå садрже његове најбоље песме, које можемо описати као љубавне песме. Писао је и ангажовану поезију.
Најпознатија је његова антифашистичка песма „Не смеш спавати“. Два стиха из ове песме су међу најпознатијима у модерној норвешкој књижевности. „Не смеш да трпиш тако срдачно неправду која не погађа тебе!“. Може се рећи да је то био његов мото. Прича се да је Еверланд кренуо у рат са речима као оружјем.
Током немачке окупације Норвешке, Еверланд је послат у концентрациони логор јер је писао песме у знак подршке краљу Хокону VII. После рата, ове песме су постигле огромну популарност, а он је постао национални херој. Имао је државну плату уметника и живео је у државној почасној резиденцији Гротен.
Није писао романе, али је имао велики обим песама, есеја и чланака. Често се за Еверландов поетски језик каже да је „једноставан“ и да су његове речи складне. У многим својим песмама користи мотиве из хришћанских обреда и народних прича, јер је сматрао да је то универзално и блиско свим људима.

## Приватни живот
1918. године, оженио се певачицом Хилдур Арнтзен. У збирци поезије Hustavler, постоји јасна назнака њиховог раскида.Следећа турбулентна и кратка љубав према девојци, у раним двадесетим годинама, описана је у збирци песама Jeg besværger dig. Касније је живео са женом која је делила његове политичке интересе и волонтирала током Шпанског грађанског рата у норвешкој болници. У фебруару 1940. године, Еверланд је упознао младу новинарку Маргрете Омот (1913–1978) и заљубио се. Оженио ју је у јуну 1945. године. Имали су две ћерке.
Сахрањен је у почасном гају гробља нашег Спаситеља у Ослу. Остаће упамћен по борби за слободу и једнакост. Сећање на њега чува и Галерија Арнулфа Еверланда, која се налази у старом пристаништу, у његовом родном граду, Кристијансунду. То је уметничка галерија која приказује историју Арнулфа Еверланда, где се одржава велики број изложби.

## Награде и признања
- 1935 – Добитник Гилдендалове стипендије
- 1951 – Норвешки добитник Доблоугове награде
- 1961 – Стипендија Мадса Виела Нигорда
- 1962 – Номинован за књижевну награду Нордијског савета